# 天才小子傑米的冒險
《天才小子傑米的冒險》（英語：The Adventures of Jimmy Neutron, Boy Genius）是根据2001年电影《天才小子吉米》制作的美国计算机动画电视连续剧，由约翰·戴维斯和基思·阿尔康创作。

## 概述
该节目是来自得克萨斯州Retroville的11岁男孩Jimmy Neutron的科学天才。 他经常与他的两个最好的朋友Sheen和Carl一起冒险，通常涉及他的发明出错。

## 评价
常识媒体给电视戏四星（满分五星）的评价。

## 外部連結
- 互联网电影数据库（IMDb）上《天才小子傑米的冒險》的资料（英文）